# Агни (ракета)
«Агни» (хинди अग्नि — «огонь») — «семейство» индийских баллистических ракет различной дальности (от малой до средней), разработанных в рамках «Комплексной программы разработки управляемых ракет» Министерства обороны Индии. Данные ракеты являются средством доставки ядерных зарядов ВС Индии
В начале 2015 года семейство ракет «Агни» включало в себя 4 развёрнутых варианта и один в стадии предстоящего принятия на вооружение (указанная дальность пуска является справочной и зависит от массы боевой части):
- Агни — испытательный вариант, первый запуск состоялся в мае 1989 года
- Агни-1 — баллистическая ракета малой дальности: 700 км
- Агни-2 — баллистическая ракета средней дальности: 2500 км
- Агни-3 — баллистическая ракета средней дальности: 3500 км
- Агни-4 — ~4000 км, возможно промежуточный испытательный вариант «Агни-3»[2]
- Агни-5 — МБР: ~8000 км, первый запуск состоялся 19 апреля 2012 года[3]

## Агни-1
Одноступенчатая твердотопливная баллистическая ракета малой дальности. Первая ступень ракеты Агни-2.
Может нести на себе как ядерную, так и неядерную боеголовку массой до 1000 кг. Базируется на дорожно-мобильных пусковых установках. Спроектирована для заполнения разрыва в дальности между ракетами Притхви (дальность до 150 км) и «Агни-2» (дальность 2000-3500 км) и предназначена, в основном, для поражения целей в Пакистане.
Характеристики
- Масса: 12 т
- Длина: 15 м
- Дальность: до 700 км
- Забрасываемый вес: до 1 т
- Максимальная скорость: до 2,5 км/с

### Испытания
- 25 января 2002[5]
- 2003[5]
- середина 2004[5]
- октябрь 2007[5]
- 23 марта 2008

## Агни-2

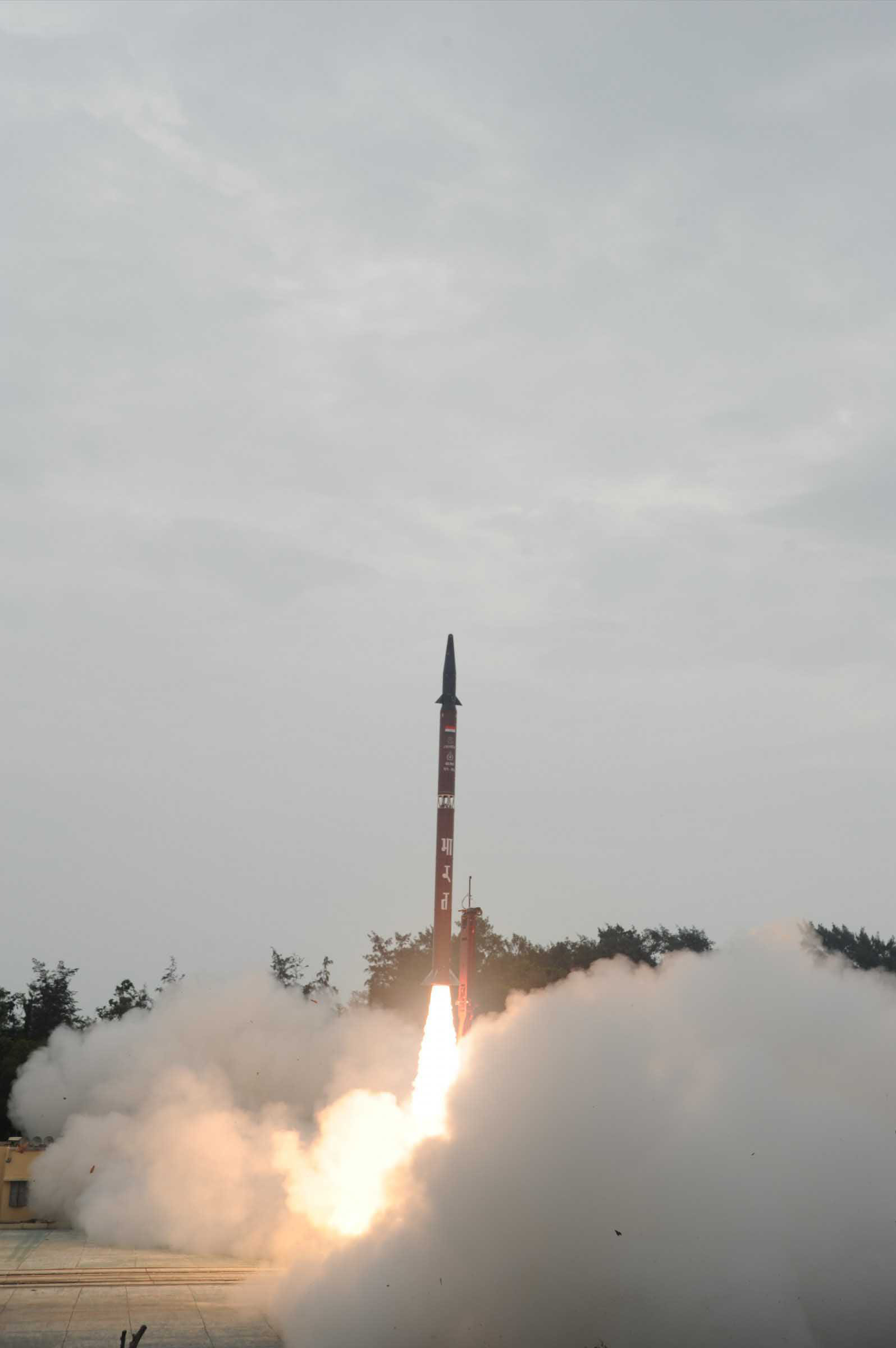
Агни-2

Двухступенчатая твёрдотопливная баллистическая ракета средней дальности. Первая ступень — Агни-1. Разработка данной ракеты была начата в марте 1998 года по решению правительства Индии на основе ракет «Агни» и «Притхви».
Время развёртывания комплекса составляет около 15 минут, по сравнению с почти 6 часами подготовки ракеты «Агни». Другой важной характеристикой комплекса стала его базирование на мобильной железнодорожной или автомобильной платформе, что позволяло перемещать комплекс и осуществлять стрельбу из любой точки страны. Применена гораздо более точной система навигации и наведения, что повысило точность по меньшей мере в три раза, по сравнению «Агни».
В апреле 2002 года принята на вооружение индийской армии. В зоне поражения ракеты Агни-2 лежит большая часть западной, центральной и южной части Китая. Стоимость ракеты оценивается от 4,5 до 8 млн долларов за экземпляр.
Характеристики
- Масса: 17 т
- Длина: 21 м
- Дальность: 2000 км
- Забрасываемый вес: до 1 т

### Испытания
- 11 апреля 1999 — успешно. Пуск со стартовой площадки № 4 на острове Уилер, нового космодрома на побережье штата Орисса
- 17 января 2001 — успешно. Пуск ракеты в конечной оперативной конфигурации
- 17 мая 2010 — успешно.[7] Пуск в 9:18 местного времени со стартовой площадки № 4 на острове Уилер, полёт продолжался 660 секунд.[8]
- 29 августа 2011 — не успешно. Пуск отменен из-за технических проблем.[9]

## Агни-3

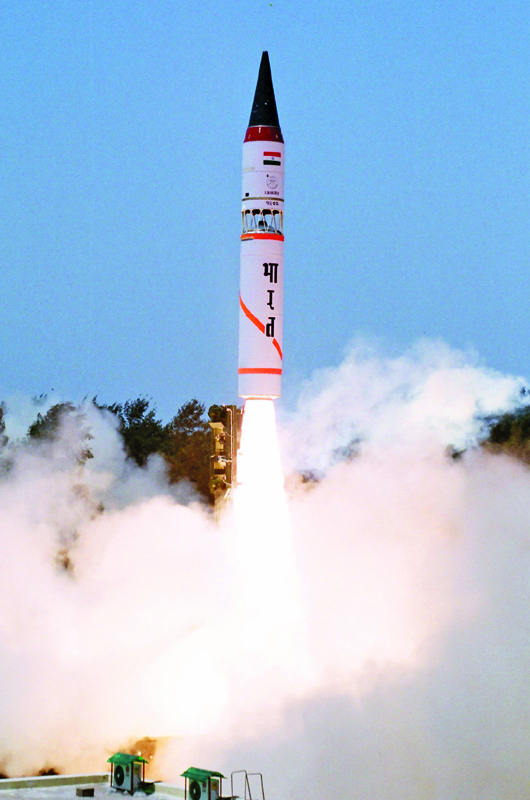
Агни-3

Двухступенчатая ракета средней дальности, является совершенно новой ракетой — в DRDO были разработаны два новых двигателя на твёрдом топливе. В отличие от Агни-1 и Агни-2, Агни-3 была разработана и оптимизирована под 200-килотонную термоядерную боеголовку, хотя Индия и утверждает, что эта ракета будет использоваться только для несения обычных боеголовок. Однако стоимость системы в таком случае будет неоправданно высока для несения обычного вооружения.
Также, разрабатывается вариант для подводных лодок — «Агни-3 SL».
Запуск 16,7-метровой Агни-3, с массой около 48 тонн (в отличие от гораздо более лёгких Агни-1 (12 тонн) и Агни-2 (17 тонн)) осуществляется с железнодорожной мобильной пусковой установки. Она более коротка чем Агни-2, но почти в два раза больше её по диаметру. Масса головной части может составлять от 600 до 1800 кг, снаряжаться как обычными, так и ядерными боеголовками с мощностью ядерного заряда 200—300 кт.
В пределах дальности ракеты Агни-3 находятся крупные китайские города — Пекин и Шанхай.
Первоначально планировалось, что первое испытание Агни-3 будет проведено к концу 2005 года. Выступая в июне 2005 глава DRDO сказал, что «испытания Агни-3 идут по графику и будут завершены до конца этого года». Тем не менее испытания были перенесены. Первое испытание ракеты было произведено 9 июля 2006 года на полигоне острова Уилер у побережья штата Орисса. Однако оно было неудачным — на 65-й секунде ракета отклонилась от курса и было подорвана с земли. На следующий день, Индийская организация по космическим исследованиям (ISRO) осуществляла запуск ракеты-носителя GSLV со спутником связи Insat 4C. Запуск космического ракеты также был неудачным и ракета со спутником была подорвана на 45-й секунде полёта. Двойная неудача ракеты Агни-3 и ракеты-носителя GSLV с индийским спутником привела к задержкам в целом ряде как военных, так и научных исследовательских программ.
Тем не менее в следующем году испытания были продолжены и второй испытательный запуск был успешным. Через год последовал третий испытательный и второй успешный запуск, что позволило разработчикам ракеты говорить о скором начале ограниченного серийного производства ракет Агни-3, и о возможности её принятии на вооружение и оперативном развёртывании к 2010—2011 годам. После третьего успешного испытания директор Организации оборонных исследований и разработок (DRDO) Виджай Кумар Сарасват заявил, что после проведения трёх успешных испытаний ракета готова к принятию на вооружение.
Характеристики
- Диаметр: 1,8 м
- Длина: 16,7 м
- Масса первой ступени: 32 тонны
- Длина первой ступени: 7,7 м
- Масса второй ступени: 10 тонн
- Длина второй ступени: 3,3 м
- Дальность: 3500 км при забрасываемом весе в 1000 кг.[13]
- Забрасываемый вес: до 1,8 тонн

### Испытания
- 9 июля 2006 — неудачно
- 12 апреля 2007 — успешно. Ракета стартовала 12 апреля 2007 в 10:52 по местному времени со стационарной платформы с временного полигона острова Уилер.
- 7 мая 2008 — успешно. Ракета стартовала в 9:56 часов и достигла расчётной дальности в 3000 км, скорости и точности, поразив цель через 800 секунд после старта. Также особенностью пуска стал полёт ракеты к цели через экватор.[14][15]
- 7 февраля 2010 — успешно.
- 21 сентября 2012 — успешно. Ракета стартовала в 13:15 с полигона ITR, Wheeler Island, стартовая площадка № 4 (LC-4). Пуск проводился персоналом SFC[16]

## Агни-4

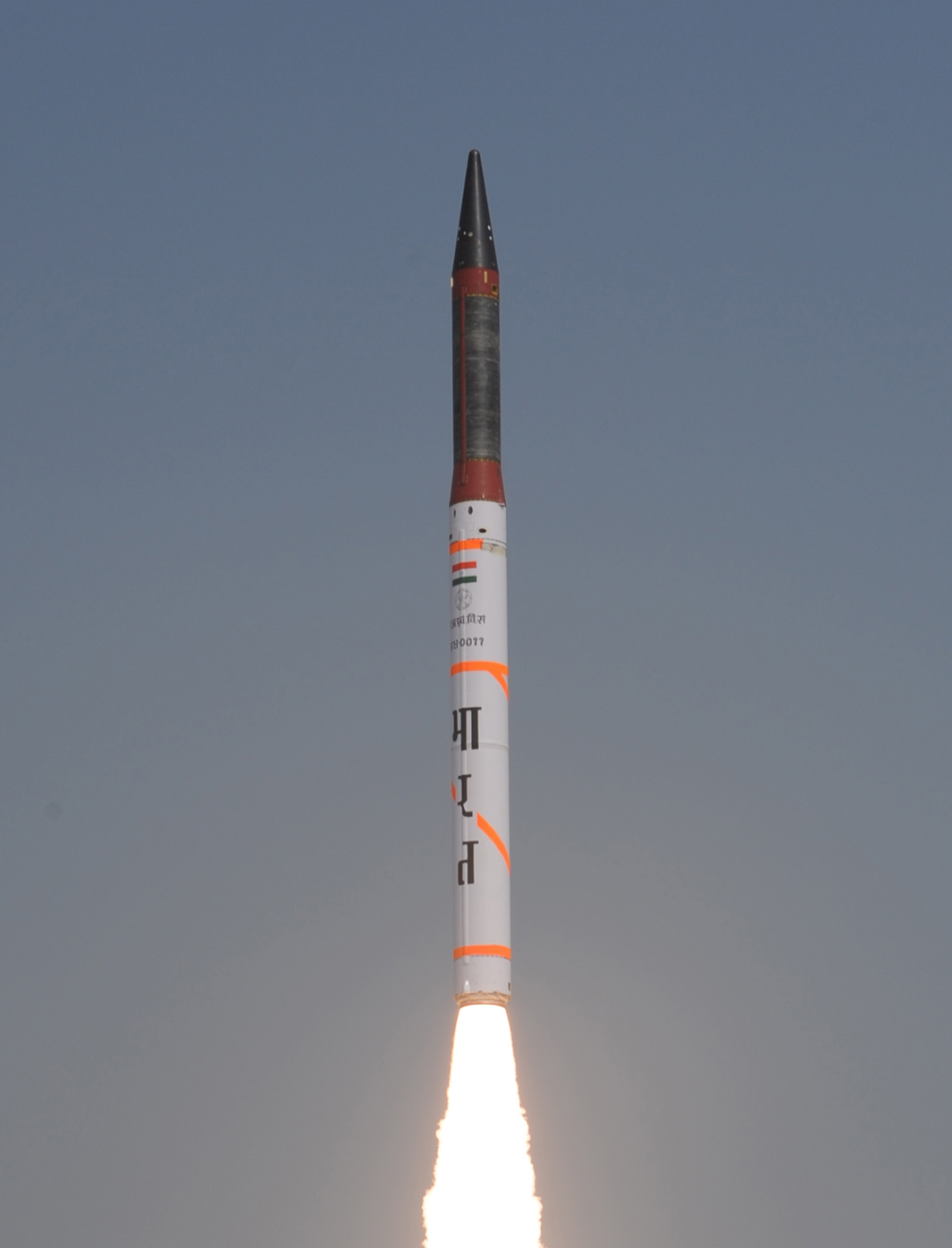
Запуск Агни-4 в апреле 2014 года

«Агни-4» — двухступенчатая баллистическая ракета среднего радиуса действия, обладающая дальностью поражения до 4000 км.

### Испытания
Состоялось несколько успешных запусков ракеты «Агни-4». В частности, один такой запуск произошёл 9 ноября 2015 года в рамках учений, проводимых Командованием стратегических сил.

## Агни-5

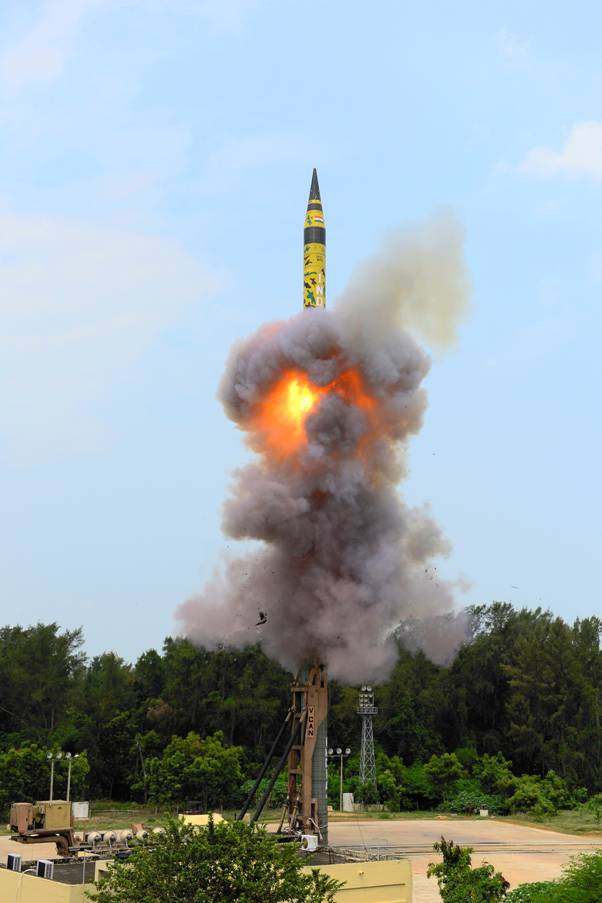
Агни-5

Трёхступенчатая ракета на твёрдом топливе с композитным корпусом двигателя третьей ступени. Также, две ступени этой ракеты будут выполнены из композитного материала. Дальность — более 5 тыс. км. По своим характеристикам будет относиться к межконтинентальным баллистическим ракетам. 10 февраля 2010 года было заявлено, что степень готовности Агни-5 достаточно высока и ДРДО (DRDO) приближается к изготовлению первого лётного прототипа. 21 мая 2010 года доктор В. Селвамуртхи (англ. Selvamurthy), главный конструктор центра DRDO, заявил что первое испытание ракеты Агни-5 состоится в марте-апреле 2011 года. Также он заявил что Агни-5 разрабатывается путём добавления третьей ступени к двум ступеням ракеты Агни-3, что позволит не только увеличить дальность свыше 5000 км, но и разместить на ракете несколько боеголовок, в том числе и приспособленных для преодоления систем ПРО противника. Разработка оценивается в 2,5 млрд рупий (480 млн долл.).

### Испытания
- 19 апреля 2012 — успешно. Ракета стартовала со стартовой площадки в штате Орисса на западном побережье Индии в 08:05 по местному времени (06:35 по московскому времени). Поднявшись на высоту более 600 км, все три ступени отработали нормально и ракета поразила намеченную цель где-то рядом с Индонезией. «После этих испытаний Индия стала крупнейшей ракетной державой», — сказал руководитель ДРДО Виджай Кумар Сарасват телеканалу Times Now. Успех испытаний подтвердил и руководитель проекта Авинаш Чандра: «Мы в точности получили желаемые результаты». Испытания Agni-V неоднократно переносились. Первоначально предполагалось провести запуск новой ракеты в 2010 году. Затем испытания были перенесены на 2011 год. На данный момент (19 апреля 2012 года) известно, что ракеты дальностью 5000 км есть только у Китая, России, Франции, США и Великобритании. Предполагается, что такие ракеты есть и у Израиля, однако это государство данные о своих вооружениях не раскрывает[3][21][22]
- 15 сентября 2013 — успешно. Ракета стартовала со стартовой площадки в штате Орисса на западном побережье Индии в 8.43 по местному времени (07:13 по московскому времени).[23]
- 2 февраля 2015 — успешно. Ракета класса «земля-земля» была запущена с мобильного транспортно-пускового контейнера[24].
- 3 июня 2018 — успешно. Запуск состоялся в 9:50 утра на острове Абдул Калам, считается 6-м по счёту. Сообщалось, что после ещё нескольких испытаний ракета будет принята на вооружение[25][26].

## Тактико-технические характеристики
|                       | Агни-1        | Агни-2        | Агни-3        | Агни-5    |
| --------------------- | ------------- | ------------- | ------------- | --------- |
| Длина (м)             | 15            | 20            | 17            | 17,5      |
| Диаметр (м)           | 1             | 1             | 2             | ?         |
| Масса (т)             | 12            | 16            | 48            | 50        |
| Забрасываемый вес (т) | 1             | 1             | 1,8           | 1,5       |
| Количество ступеней   | 1             | 2             | 2             | 3         |
| Дальность             | 700 км        | 2500 км       | 3500 км       | ~8000 км  |
| Статус                | На вооружении | На вооружении | На вооружении | Испытания |

## На вооружении
- Индия
  - 80-100 единиц «Агни-1», по состоянию на 2010 год.[27]
  - 20-25 единиц «Агни-2», по состоянию на 2010 год.[27]